# Oflag X-D
L'Oflag X-D était pendant la Seconde Guerre mondiale, un camp de prisonniers de guerre allemand pour des officiers (oflag) situé à Fischbek en Allemagne. Le camp a été établi en mai 1941. Le 22 juin 1943, tous les officiers de réserve belges détenus dans l'Oflag II-A de Prenzlau y furent transférés, amenant avec eux la technologie de la « choubinette », un réchaud de fortune bien commode.  Il a été libéré en mai 1945 par les troupes britanniques de la 7e division blindée, 2e armée.